# ライセンス
ライセンス（米: license、英: licence）は、それが存在しなければ違法となる行為をすることを許可すること、あるいはその許可を証する書面のことをいう。訳語は免許、認可、許可、鑑札など。
ライセンスを与える者をライセンサー、ライセンスを受ける者をライセンシーと呼ぶ。
知的財産権の側面におけるライセンスは、権利者が独占する権利の実行を他者に許諾するものであるため、当該権利を保有する人材や企業の確保は国益に重大な影響を及ぼす。そこで欧米ではこの分野を国際的な政治戦略として高い位置づけでとらえ、各種ライセンスの積極的な保護育成に力を注いでいる。

## 工業生産関連
一般的には開発者に由来する。特許のライセンスについては実施権を参照。

## コンピュータ関連

### 使用許諾
一般的には、ユーザーが購入したプログラムまたはソフトウェアの使用に当たって、その製作者（主に著作権者であるメーカー）との間で結ばれるもので、不当コピーやプログラム改変の禁止を条件に使用し、アフターサービス（サポート）を受ける権利を得ること、およびその認証をいう。ソフトウェアライセンスと呼ばれる。
使用許諾条件、または利用許諾条件とも表記され、主にソフトウェア・パッケージ（特にオブジェクトファイル）として流通また配信する際に、そのソフトウェアの使用・利用（主に実行と言う意味で）を主眼として、種々の要件をユーザーに対して付加する。
プログラムの著作物については、著作権の内容にはプログラムの実行は含まれていない。したがって、ソフトウェアライセンスは、インストール（すなわち、利用者のコンピューターにプログラムをコピーする行為）について許諾を与えるものとなっている。

#### ライセンス形態
オンラインソフトウェアにおいては、サポートを受けられるかどうか、受けられるとしたら対価は必要なのか、でソフトウェアを分類することがある。その分類のことをライセンス形態という。その種類は実に多彩で、以下のようなものがある。ただし、どの形態でも言えることだが、作者によってはフリーウェアでもサポートを行ったりすることもある。最近では、単に有料かどうかの判断材料となっている。
- フリーソフト
- シェアウェア
- ドネーションウェア（カンパウェア）
- キーウェア
- メールウェア
- ポストカードウェア

### ソースコードの利用も許諾するもの
前述の使用許諾とは異なり、ソフトウェアのソースコードを含めた複製権、翻案権、公衆送信権など、著作権者に認められる権利（すなわち著作権の一部権利）を第三者に許諾することを主眼にしたライセンスも存在する。次に述べるGPLなどは典型的であるが、プログラムの「使用」（実行）はたとえライセンス違反者であっても許される。たとえば、GPLバージョン3ではそのような行為がライセンスを必要としない旨を明示する規定が存在する。しかし、ソースコードの「利用」（「権利の利用」）にはペナルティが与えられる（場合によっては著作権侵害となる）。このようなライセンスは権利取得に重点が置かれている。
例として、使用可能なソースコードのコピーを、その再配布/改変後もライセンスとして義務づけるGPLがある。これは研究、開発の成果を広く世に問い、コピーレフトの考え方の元で誰でも自由に扱うことのできるソフトウェアとするもので、リチャード・ストールマンが自由ソフトウェアとして提唱した。この考え方を文書や音楽などに延長したものがGFDLである。
- パブリックドメイン - 著作物全般も含む
- オープンソース
  - コピーレフト
    - GPL

  - BSD License
  - X11 License (MIT License)
  - Mozilla Public License
  - Microsoft Public License

## 著作物全般の利用許諾のライセンス
上記のプログラム関係のライセンスから発展して、プログラム以外の著作物に対するライセンスも生まれている。個々のライセンスの背景には、ライセンス形態・思想と呼べるものが存在する（例：コピーレフト、オープンコンテント）。これらの形態・思想は一つの特定のライセンスを指すものではない。
オープンソースの思想からオープンコンテントの思想が生まれたと言える。近年のインターネットの普及に伴い、プログラム以外の電子的な文書や画像のやり取りも複雑化し、それらの著作物の著作権処理に関する問題がより一層、重要になったと言う背景もある。
- パブリックドメイン - プログラム著作物も含む
- オープンコンテント
  - コピーレフト
    - GFDL

  - クリエイティブ・コモンズ
  - デザイン・科学ライセンス (DSL, Design Science License)

フリーコンテント
もっとも、この種のライセンスは、不特定多数の者を対象とするがゆえに、色々な問題が生じる。

### 契約か否か
この種のライセンスについて「契約」と言われることが多いが、法律用語としての「license」は、それなしには違法となる行為を許すこと、または、それを証明する書面のことをいい、契約という形態を採るか否かとは無関係の概念である。
仮に契約と理解すると、契約の成立要件である申込みと承諾が存在しないのではないかという問題が生じる。つまり、ライセンスに従って著作物を利用することをもって承諾の意思表示と認めるべき事実があったと評価することができるのかという点で、シュリンクラップ契約の有効性に関する問題と類似した問題が生じ得る。また、大陸法圏では問題にはならないが、英米法圏における契約法では、捺印証書によらない契約に拘束力が認められるには、約因が必要とされるが、ライセンスの一般的な頒布形態から、約因に相当するものが存在するか疑義がある。
そもそも、著作権者は法定された場合を除き、自ら排他的に著作物を利用できる権利を有しており、他者に対して著作物の利用を許諾すること自体は、著作権者は被許諾者に対してライセンスの範囲内では著作権の行使をしないという不作為債務を負うにとどまるに過ぎない。このことから、ライセンスに従っていれば著作権者としての権利を行使しないという旨の不行使宣言に過ぎないとの理解を生じることになる。もっとも、この点については、文書の利用前にライセンスの内容が明らかにされていることを前提に、ライセンス文書を添付して文書を配布する行為は申込に相当し、申込者の意思表示により承諾の通知は必要とされないと解釈できることから、当該ライセンスの内容を理解した上で文書を利用（複製、改変、頒布）したことが承諾の意思表示と認めるべき事実と考えることも可能であり（日本の民法526条2項参照）、契約と構成することも可能であるとの解釈も成り立つ。
契約であると理解すれば、ライセンスを付与した場合は、契約の拘束力によりライセンスの撤回はできないという帰結になるのに対し（瑕疵ある意思表示、意思の欠缺が認められる場合や、制限行為能力者による法律行為と認められる場合は、無効や取消の主張は可能）、不行使宣言であると理解すれば、ライセンスの撤回は法的には一応可能という帰結を生むことになる。もっとも、後者の場合、あくまでも法的に可能という趣旨であり、既に当該ライセンスに従って著作物を利用している者との関係では撤回をすることは信義則に反するし、撤回されていることを知らずに著作物の複製物を入手した者に対しても撤回の主張は許されないので、事実上はほとんど撤回できないことになる。

### 同一性保持権との関係
ライセンスの中には、著作物の翻案を許諾するものが存在するが、著作者人格権との関係で問題が生じ得る。
GFDLを例にすると、アメリカ合衆国著作権法を前提として考え出されたライセンスであるため、他の法域の著作権法制との整合性は考慮されていない。そのため、他の国の著作権法の下で、GFDLが想定するようなコピーレフトなライセンスが実現できるかという問題が存在する。特に問題となるのは、著作者人格権の中の同一性保持権の扱いである。
アメリカ合衆国著作権法は、著作者人格権の保護を明記しているベルヌ条約に加盟しているにもかかわらず、他国の著作権法制とは異なり、著作者人格権を保護する旨の規定が視覚芸術著作物に限定されている (合衆国法典第17編第106A条)。そのようなこともあり、氏名表示権に関連した条項はあるものの、GFDLにも著作者人格権の扱いについて定めた条項が存在しない。
しかし、他国の著作権法では、ベルヌ条約の要請から著作者人格権を保護する法制を採用しているため、GFDLに従う形で著作物を翻案したとしても、著作者人格権たる同一性保持権との関係でコピーレフトなライセンスの実現ができるのかという疑問が生じることになる。
特に、著作者と著作権者が分離した場合に、問題が深刻になる。著作権は譲渡できるのに対し、著作者人格権は一身専属性を有するために譲渡が不可能とされているため、著作権を著作者から譲り受けた者が当該著作物につき GFDLを適用することができるのか、できたとしても著作者の有する同一性保持権を侵害する形での改変は認められるのかという問題が解決していない。
また、著作者と著作権者が同じ人であるとしても、GFDLにより同一性保持権の不行使宣言をしたものとして、それを有効とみなすことができるかという問題がある。特に、日本の著作権法の解釈としては、著作者人格権の放棄はできないと解されることもあるため、やはり有効なライセンスとして扱うことができるのかという問題が生じることになる。
上記の問題は、GFDL以外にも、翻案の許諾条項を含むライセンスに妥当する。

### 著作権の移転との関係
著作権者が著作物を特定のライセンスの下に発行した後に著作権を他者に移転した場合、著作物の利用者は当該著作物を当該ライセンスの下で利用することを、著作権の譲受人に対して主張できるかという問題がある。
元来、著作物の利用許諾を得た者は、利用許諾の範囲内では著作権者から著作権侵害を主張されないという債権的権利を取得するにすぎないし、著作権の移転は利用許諾者としての地位の移転を伴うものではない。もっとも、日本の著作権法では著作権の移転は登録をしなければ第三者に対抗することはできないとされているので（著作権法77条）、移転の登録がされていなければ利用者は著作権の移転を受けた者の存在を無視してよい。しかし、登録された場合は、著作権の移転を受けた者は著作物の利用者に対して著作権侵害を主張することができる。
つまり、著作権の移転が登録された場合は、コピーレフトを目的とする著作物の自由利用の維持はできないことになり、著作物の利用者は、せいぜい元の著作権者に対して債務不履行責任を主張し得るにとどまることになる。

## 包括ライセンス
対象（製品、商標、特許権など）を特定する通常のライセンスに対し、分野のみを特定しそれに属するもの全てを対象とするライセンスを、包括ライセンス（blanket license）という。